# Dingen
Dingen település Németországban, Schleswig-Holstein tartományban. Lakosainak száma 636 fő (2023. december 31.).

## Népesség
A település népességének változása:
| Lakosok száma | 548  | 639  | 621  | 628  | 632  | 648  | 636  |
|               | 1975 | 2014 | 2017 | 2019 | 2021 | 2022 | 2023 |